# Ciliopagurus
Ciliopagurus  (лат.) — род раков-отшельников из семейства Diogenidae. Как и у других раков-отшельников, их брюшко мягкое, поэтому они прячут его в раковины брюхоногих моллюсков. Морские животные. Левая клешня крупнее правой. Обычно она используется для того, чтобы вход в раковину, в которой обитает рак-отшельник, держать закрытым. Распространены в Индо-Тихоокеанском регионе и в восточной части Атлантического океана.

## Виды
- Ciliopagurus albatrossi Forest, 1995
- Ciliopagurus alcocki Forest, 1995
- Ciliopagurus babai Forest, 1995
- Ciliopagurus caparti (Forest, 1952)
- Ciliopagurus galzini Poupin & Malay, 2009
- Ciliopagurus haigae Forest, 1995
- Ciliopagurus hawaiiensis (McLaughlin & Baily-Brock, 1975)
- Ciliopagurus krempfi (Forest, 1952)
- Ciliopagurus liui Forest, 1995
- Ciliopagurus macrolepis Forest, 1995
- Ciliopagurus major Forest, 1995
- † Ciliopagurus obesus van Bakel, Jagt & Fraaije, 2003
- Ciliopagurus pacificus Forest, 1995
- Ciliopagurus plessisi Forest, 1995
- Ciliopagurus shebae (Lewinsohn, 1969)
- Ciliopagurus strigatus (Herbst, 1804)typus[2]
- † Ciliopagurus substriatiformis (Lorenthey, 1929)
- Ciliopagurus tenebrarum (Alcock, 1905)
- Ciliopagurus tricolor Forest, 1995
- Ciliopagurus vakovako Poupin, 2001